# Luis del Val Velilla
Luis del Val Velilla (Saragossa, 28 de juny 1944) és un periodista i escriptor espanyol.
Va néixer a Saragossa, encara que de família descendent de la vila saragossana d'Ateca, va estudiar Magisteri, però des de molt jove es va decantar pel periodisme fins a tal punt que la seva trajectòria professional està estretament vinculada al món de la ràdio. Va ser diputat per la província de Saragossa a les eleccions generals espanyoles de 1977 a les llistes de la Unió de Centre Democràtic (UCD). De 1977 a 1979 fou vocal de les comissions de Defensa, Treball i Medi Ambient.
Ha estat cofundador de la revista Cadete a Radio Zaragoza. Va treballar a Radio Gandia, Radio Juventud, Estudi 7 de Radio Zaragoza, ha estat redactor en Cita a las cinco de Basilio Rogado i Hoy por hoy d'Iñaki Gabilondo. Ha col·laborat en l'edició aragonesa de Pueblo, amb Santiago Lorén Esteban i Alfonso Zapater Gil, Diario 16, Interviú, Tiempo i El Periódico de Aragón.
De 1980 a 1982 fou director de Radiocadena Española i fou guionista de programes com Viva el espectáculo (TVE 1), Con ustedes, Pedro Ruiz (Antena 3) i Encantado de la vida (Antena 3). Actualment col·labora a La Tarde d'Ángel Expósito i des de 2015 a La mañana de Herrera en COPE amb Carlos Herrera a COPE.
L'ajuntament de Sallent de Gállego ha creat un premi de relats en aragonès i en castellà que porta el nom de l'escriptor i periodista Premi de Relats Luis del Val, que es convoca interrompudament des de l'any 2004.
El gener de 2018 va ser denunciat per l'Observatori contra la LGTBIfòbia en considerar que Del Val hauria pogut cometre un delicte d'odi en afirmar que "en vez de ser gays, son maricones de mierda". Al·ludia en aquests termes a la carrossa per a la promoció de la diversitat i igualtat que va formar part de la comitiva dels Reis Mags del barri madrileny de Vallecas.

## Premis i distincions
- Premi Logroño de Novel·la[9]
- Micròfon d'Or de l'Associació de Professionals de Ràdio i Televisió 1989
- Premi Ondas 1990 pel programa Sé que estás ahí de la Cadena COPE (1988-1992)
- Premi Ondas 2002 al millor periodista innovador per Carta abierta del programa Hoy por hoy.
- Raïm d'Or nacional 2002.
- Premi Ateneo de Sevilla de Novel·la amb Las amigas imperfectas (ISBN 978-84-8433-339-5)
- I Premi Internacional de Novel·la Solar de Samaniego amb la novel·la La transición perpetua (ISBN 978-84-9067-339-3)
- Fill Adoptiu d'Ateca any 2004.[10]